# Kabayama Hisataka
Hisataka Kabayama (樺山 久高?; 1560 – 1634) è stato un samurai giapponese dei periodi Sengoku ed Edo, servitore del clan Shimazu.
Kabayama Hisataka fu un karō sotto il comando dei primi due signori dell'han di Satsuma, e fu partecipe delle maggiori campagne del clan dell'epoca.
Combatté nelle invasioni giapponesi della Corea di Toyotomi Hideyoshi e nella ribellione Shōnai nella provincia di Hyūga nel 1599, prima di guidare le invasioni delle isole Ryukyu come comandante in capo nel 1609.
Kabayama è conosciuto in molte scritture come 呉済 (Gozai), un'approssimazione Cinese della pronuncia 権左 (Gonza).
È sepolto nel tempio Tahō-ji, nella città di Hioki (prefettura di Kagoshima)..